# Unterer Keuper

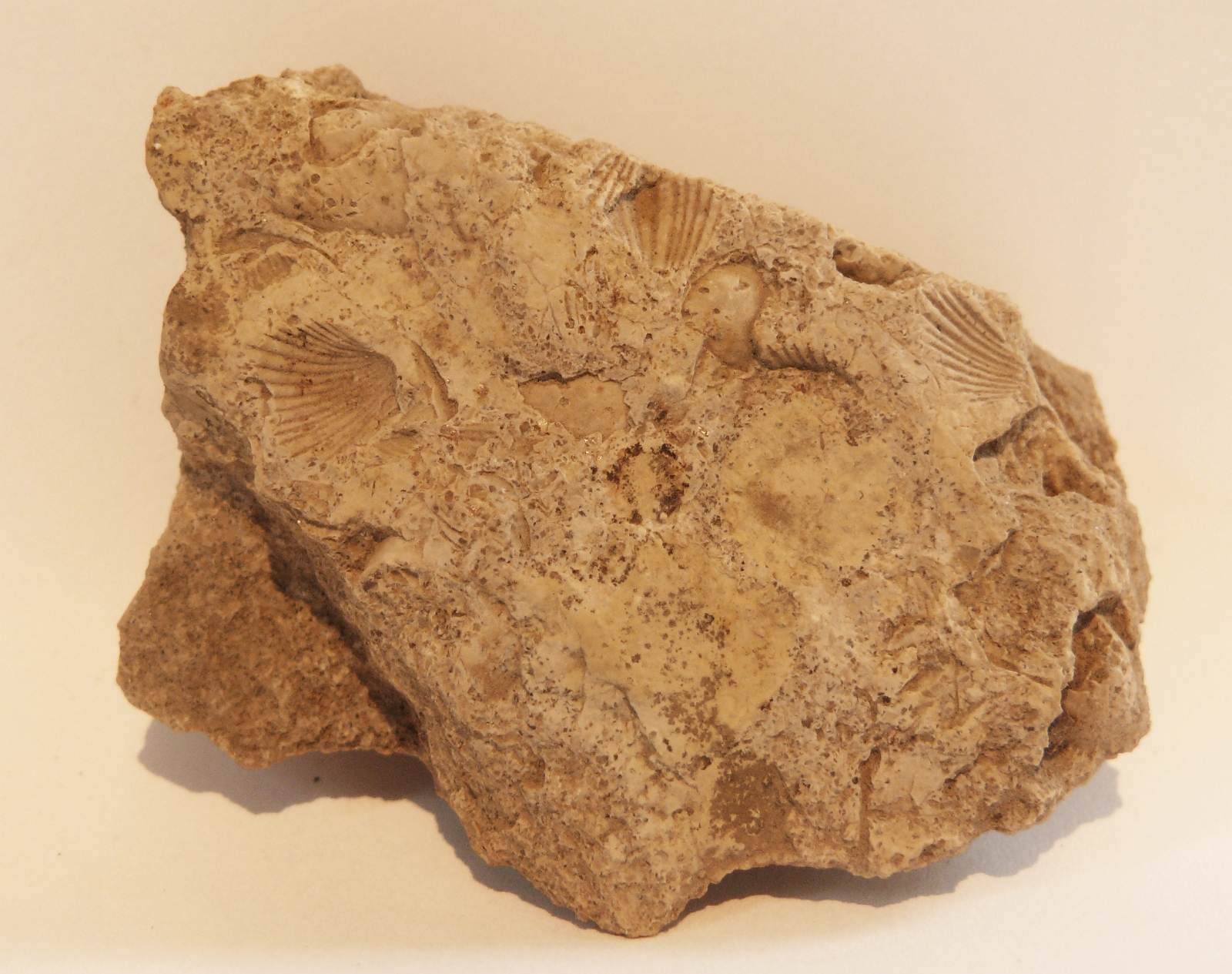
Myophoria goldfussi im Grenzdolomit

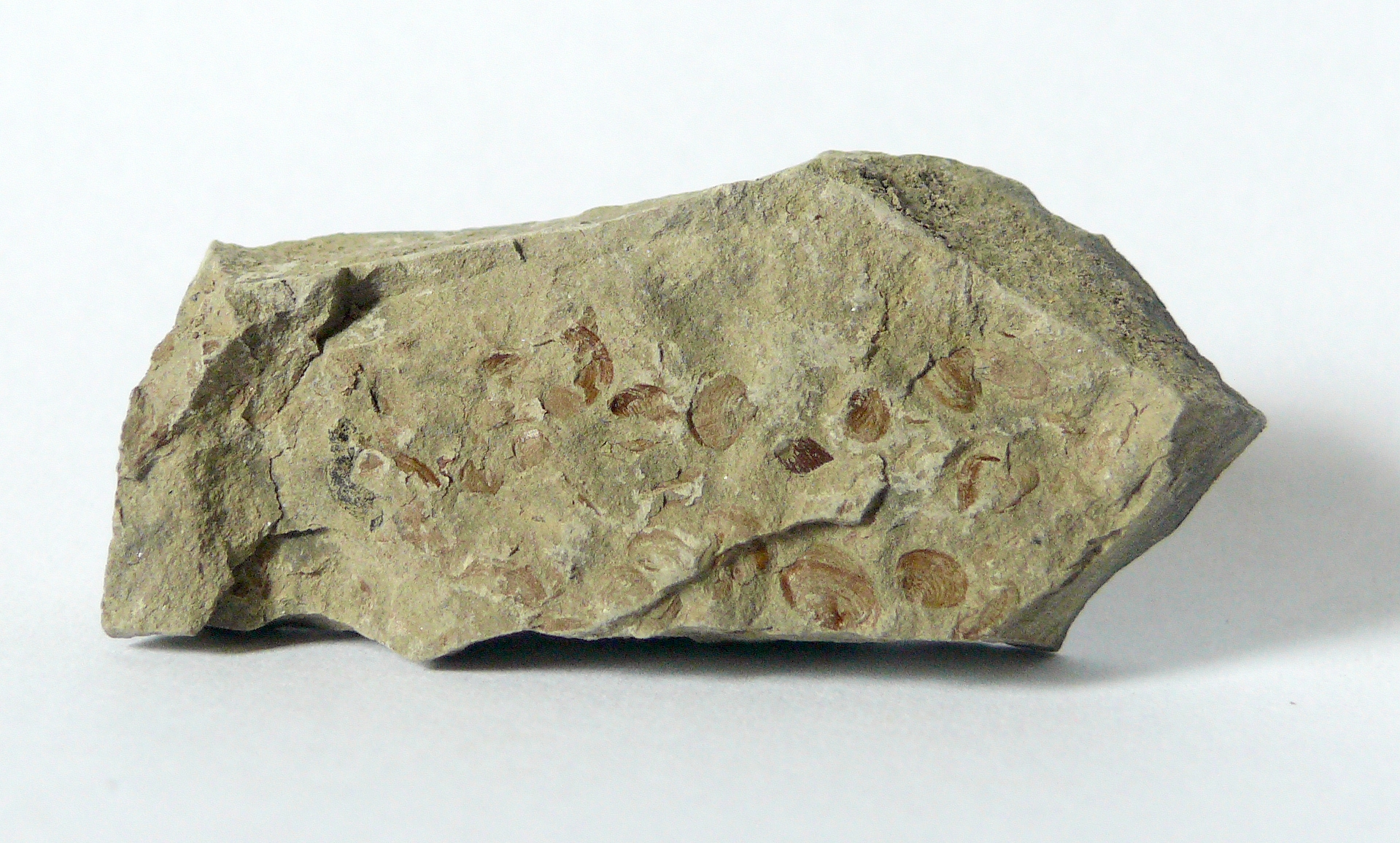
Bruchstück mit circa 4 mm großen Palaeestheria minuta aus den Estherienschichten

Der Untere Keuper (auch Unterkeuper, Lettenkeuper, Lettenkohle, Lettenkohlenkeuper) ist eine lithostratigraphische Untergruppe des Keupers der Germanischen Trias. Die lithostratigraphische Einheit wird von der Oberen Muschelkalk-Untergruppe unterlagert und von der Mittleren Keuper-Untergruppe überlagert. Die Ablagerungen des Unteren Keupers weisen auf lakustrine Verhältnisse mit gelegentlichen marinen Einflüssen hin.

## Definition
Die Untergrenze des Unteren Keupers bzw. der Erfurt-Formation ist im Norddeutschen Becken die Basis des Lettenkohlensandsteins. In Süddeutschland liegt die Untergrenze an der Basis des Grenzbonebed. Die Obergrenze ist im gesamten Gebiet der Grenzdolomit.
Die Gesteine sind fluviatile Sandsteine, Tonsteine und geringmächtige Kohlenflöze, Kalksteine und Dolomite sowie Evaporite in Form von Sulfatknollen. Die Mächtigkeit beträgt durchschnittlich etwa 60 bis 80 m, in Grabenzonen werden auch über 100 m erreicht. In Süddeutschland variiert die Mächtigkeit von 30 m bis 0 m an den Beckenrändern zum Vindelizischen Land hin. Biostratigraphisch wird der Untere Keuper in das Ladinium (Langobardium) der Mitteltrias datiert. Die Typusregion ist das Thüringer Becken. Das Typusprofil der Erfurt-Formation ist zugleich auch das Typprofil des Unteren Keuper.

## Gliederung
Der Untere Keuper umfasst im Norddeutschen Becken nur eine Formation, die Erfurt-Formation. Im Süddeutschen Becken wird die Erfurt-Formation in den Randbereichen von der Grafenwöhr-Formation vertreten. Diese Formation umfasst auch die Randfazies des Muschelkalks. Die Aufstellung weiterer Formationen in den westlichen Randbereichen („Randbereich zur Ardennen-Schwelle“ und „Randfazies im Ostseeraum“) ist notwendig, aber bisher noch nicht erfolgt. 
- Erfurt-Formation
- Grafenwöhr-Formation

Der Untere Keuper kann außerdem in neun Kleinzyklen unterteilt werden.

## Ablagerungsraum
Die Gesteine des Unteren Keuper wurden in einem weiten und flachen Becken mit Flussrinnen, Seen und Sümpfen abgelagert, in das das Meer über die Burgundische Pforte gelegentlich eindrang. Diese kurzzeitigen, zyklischen Meeresvorstöße sind durch marine Faunen bis in die südliche Niederlausitz und das Osnabrücker Bergland dokumentiert. Die Flüsse kamen vom Fennoskandischen Schild. In den Landbereichen zwischen den Flüssen und Seen wurden Tone abgelagert, die Hinweise auf kurzzeitige Überflutungen und Austrocknen (Sulfatknollen) zeigen. Wurzelböden sind häufig.

## Fossilien
Der Untere Keuper ist z. T. ausgesprochen fossilreich. Häufig sind Muscheln (Bivalvia), Muschelkrebse (Ostracoda), Muschelschaler (Conchostraca), Armfüßer (Brachiopoda), als große Seltenheit finden sich auch Kopffüßer (Cephalopoda). Im Grenzbonebed sind Knochen und Zähne von Wirbeltieren (Fische, Amphibien und anderen Landwirbeltieren) angereichert. Bei Kupferzell wurden 1977 im oberen Teil des Unteren Keuper zahlreiche Amphibien entdeckt, wie Mastodonsaurus, Gerrothorax, Plagiosuchus und Kupferzellia. Außerdem wurden Zähne von Therapsiden ("frühe Säugerverwandte"), Rauisuchiern und Nothosauriern gefunden. In den Kohlen und kohligen Lagen kommen Pflanzenreste vor (Equisetites und Neocalamites); diese Schichten enthalten auch eine reiche Mikroflora (Sporen und Pollen).